# Bez nazvaniya
Albums de Nikolai Noskov
Ono togo stoit
(2011) The Best
(2016)
Bez nazvaniya (en russe Без названия, Sans titre) est le sixième album studio du musicien de rock russe Nikolai Noskov sorti en 2012.

## Historique
L'album a été enregistré en Allemagne, dans le studio de producteur Horst Schnebel, qui a produit des artistes tels que Xavier Naidoo et Bad Blue Boys. L'enregistrement a été réalisé avec la participation de deux membres du groupe allemand De-Phazz. La chanson Ночь qui est réalisée dans un La boîte à musique, il a été enregistré pour la première fois,. Chanson Исповедь de l'album Dyshou tishinoy a été ré-enregistré. Version sous licence de l'album vendu seulement à ses concerts en solo,

## Titre de l'album
| No | Titre                        | Durée |
| -- | ---------------------------- | ----- |
| 1. | Без названия (Bez nazvaniya) | 4:09  |
| 2. | Озёра (Ozera)                | 5:09  |
| 3. | Ночь (Noch')                 | 4:41  |
| 4. | Я был один (Ya byl odin)     | 4:06  |
| 5. | Исповедь (Ispoved')          | 4:24  |
| 6. | Мёд (Med)                    | 4:16  |

## Musiciens
- Guitare acoustique : Aleksandr Ramus
- Clavier : Nikolai Surovtsev
- Batterie : Oli Rubow (De-Phazz)
- Guitare : Bernd Windisch (De-Phazz)
- Quartet Magnetic Fantasy
- Sound-producteur : Studio 17 (Allemagne)